# Буранное сельское поселение
Буранное се́льское поселе́ние — муниципальное образование в Агаповском районе Челябинской области. В рамках административно-территориального устройства муниципальное образование  соответствует административно-территориальной единице Буранный сельсовет.
Административный центр: посёлок Буранный.

## Географические данные
- Общая площадь: 36,47 км²
- Расположение: находится в северо-западной части Агаповского района.
- Граничит:
  - на западе с Магнитогорским городским округом и Агаповским СП,
  - на севере с Верхнеуральским районом,
  - на востоке с Нагайбакским районом,
  - на юге с Магнитным СП.
- Реки: Гумбейка, Сухая, Нижняя Солодянка.

## История
До  Великой Октябрьской социалистической революции территория нынешнего сельского поселения входила в состав Оренбургского уезда Оренбургской губернии.
Статус и границы сельского поселения установлены Законом Челябинской области от 26 августа 2004 года № 259-ЗО «О статусе и границах Агаповского муниципального района и сельских поселений в его составе»
1902 год — начались переселенческие процессы, проходившие в Оренбургской губернии, территории Оренбургского казачьего войска.
1930-е годы — основан посёлок Озерный, на его территории разместилось подсобное хозяйство ММК «Заря».
1934 год — образование совхоза «Буранный».
1936 год — образование Буранного сельского совета депутатов.
1968 год — создание Буранной птицефабрики.

## Население
| 1995  | 2002  | 2010  | 2011  | 2012  | 2013  | 2014  |
| ----- | ----- | ----- | ----- | ----- | ----- | ----- |
| 6406  | ↘6288 | ↗6791 | ↗6796 | ↗6864 | ↗6897 | ↗6901 |
| 2015  | 2016  | 2017  | 2018  | 2019  | 2020  | 2021  |
| ↘6851 | ↘6801 | ↘6739 | ↘6690 | ↗6711 | ↘6636 | ↘6270 |
| 2023  |       |       |       |       |       |       |
| ↘6158 |       |       |       |       |       |       |

### Национальный состав
Этнический состав населения: русские, татары, казахи.

## Состав сельского поселения
| №  | Населённый пункт | Тип населённого пункта          | Население |
| -- | ---------------- | ------------------------------- | --------- |
| 1  | Ближний          | посёлок                         | ↗154      |
| 2  | Буранная         | посёлок железнодорожной станции | ↗922      |
| 3  | Буранный         | посёлок, административный центр | ↗2980     |
| 4  | Заречный         | посёлок                         | ↘43       |
| 5  | Красноярский     | посёлок                         | ↗233      |
| 6  | Новобуранное     | посёлок                         | ↗381      |
| 7  | Новобурановка    | село                            | ↗833      |
| 8  | Озёрный          | посёлок                         | ↗499      |
| 9  | Солодянка        | посёлок                         | ↗420      |
| 10 | Урожайный        | посёлок                         | ↗326      |

## Экономика
Добыча щебня, глины.